# 藤堂元杜
藤堂 元杜（とうどう もともり）は、伊勢国津藩藤堂采女家第4代。伊賀国上野城代。2代藩主藤堂高次の曽孫。

## 家系
藤堂采女家は、藤堂高虎に仕え藤堂姓を与えられた藤堂元則に始まり、代々の当主が「采女」の通称を名乗る。本姓保田氏。家紋は追洲流、三文字。初代元則以降伊賀上野城代を世襲した。

## 略歴
正徳2年（1712年）藤堂家家臣藤堂高稠の子として生まれる。幼名は「元次郎」。
享保16年（1731年）父高稠が隠居して家督相続するも、上野城代職は世襲を許されなかった。寛保2年（1742年）上野城代に就任。
延享2年（1745年）8月28日、死去。享年34。9月に甥峯五郎が養子となったが、幼いため叔父元甫が藩より看抱を命じられ、代わって上野城代に就任した。

## 人物
上野城代に就任時に、藩主藤堂高豊（高朗）から、先年独立騒動を起こした名張の藤堂宮内家への警戒を命じられた。

## 関連作品

### ドラマ
- 『ドラマスペシャル 不熟につき… 藤堂家城代家老日誌より』（1990年、演：黒田アーサー）